# Sarvárivier 3
De Sarvárivier (Zweeds: Sarvájåkka of -johka) is een rivier die stroomt in de Zweedse  gemeente Kiruna. De rivier ontstaat op de oostelijke hellingen van de Olmaberg (Olmacohkka) en stroomt naar het zuiden en keert dan naar het oosten om naar het Ripasmeer te stromen. Ze is circa 8 kilometer lang
Afwatering: Sarvárivier → (Ripasmeer) → Ripasrivier → (Torneträsk) → Torne → Botnische Golf